# Mestor (Sohn des Poseidon)
Mestor (altgriechisch Μήστωρ Mḗstōr) ist in der griechischen Mythologie einer Söhne des Poseidon mit Kleito.
Er erscheint einzig im Atlantis-Bericht des Platon als Zwillingsbruder von Elasippos, da Kleito dem Poseidon immer Zwillinge gebar. Nach ihren älteren Zwillingsbrüdern sind sie Könige von Atlantis.